# 玻利維亞
玻利維亞多民族國（西班牙語：Estado Plurinacional de Bolivia），通稱玻利維亞，是位於南美洲中西部的內陸國家，與巴西、秘魯、智利、阿根廷、巴拉圭五國接壤，亦為南美洲國家聯盟的成員國；其法定首都為蘇克雷，但實際上其政府位於拉巴斯，其海拔高度超過3,600米並為世界海拔最高的首都。
欧洲殖民之前，玻利维亚的安第斯地区屬於美洲前哥伦布时期轄境最大的国家——印加帝国。16世纪，西班牙帝国征服了该地区。在西班牙殖民时期，这个地方称为上秘鲁，由秘鲁总督区管理。在1809年宣布独立，经过16年的战争后，1825年8月6日成立共和国，國名源於拉丁美洲革命家西蒙·玻利瓦尔。其內政一直受獨裁及政局不穩等問題困擾，加上欠缺出海口，導致其經濟發展有欠發達。

## 歷史

### 早期
玻利維亞於15世紀末為西班牙所征服，隸屬於西班牙拉普拉塔總督區。
19世紀間的拉丁美洲獨立戰爭，時稱「上秘魯」的玻利維亞，為來自委內瑞拉加拉加斯的民族英雄---西蒙·玻利瓦尔所解救而於1809年獨立，便以玻利瓦尔之名定國號為玻利維亞以茲紀念。
1825年，正式從西班牙獨立，最初，取名为“上秘鲁国”、“玻利瓦尔共和国”，不久，定名为“玻利维亚共和国”；此後，常與周邊國家發生戰爭，因而失去了近半的領土，包含：現今智利北部的安第斯山脈和沿海地區、巴西南部和巴拉圭北部。特別是在1879年到1883年的硝石戰爭，玻利維亞喪失了唯一的濱海省份與重要港口安托法加斯塔，自此成為內陸國家。
獨立後，玻國政府由來自歐洲的白人殖民者的後裔和梅斯蒂索人(印歐混血人種)組成，实行軍閥獨裁統治和寡头政治，並将人口佔多數的印第安原住民排除在外。通过法律取缔印第安公社，以夺取印第安原住民的土地所有权。1900年，玻利维亚人口有1600万，僅三至四万人享有选举权。
1898年，拉巴斯成为事实首都，苏克雷保持了名义首都。这反映了玻利维亚经济从枯竭的波托西银矿转向奥鲁罗附近锡的开采，导致了国家精英的政治、经济权力的转移。

### 當代
在1932年—1936年的查科战争中，玻利維亞被巴拉圭擊敗，被迫将大查科的大部分地區割让给巴拉圭。
1953年8月2日，埃斯登索罗颁布法律，废除「大庄园制」，实行土地改革。
1984年，玻利维亚结束军事独裁、实行民主选举的文人政府。
2003年，天然气管道风波（通过智利港口，向北美输气）引起全国抗议、全国总罢工，总统桑切斯與接任的代理总统梅萨先后被迫下台，逃亡海外。
2005年12月18日举行总统选举。艾馬拉族的印第安原住民、争取社会主义运动领导人莫拉莱斯以53.75%的选票赢得选举，并于2006年1月22日就职，成為該國首位美洲原住民總統，亦成為玻利維亞第一位左翼總統。开始了缓进的社群社会主义（即印第安社会主义）为基本价值理念以构建玻利维亚。
2009年1月25日，玻利维亚历史上的第16部宪法，也是首部由全民公投的宪法，以61.8％的赞成票获得通过。
2009年3月26日，莫拉莱斯签署最高法令宣布将原国名“玻利维亚共和国”（República de Bolivia）改为“多民族玻利维亚国”（El Estado Plurinacional de Bolivia），並以64.2%支持率成功連任。
2019年11月10日，总统莫拉莱斯因被指选举舞弊而被迫辞职。

## 地理
玻利维亚东北部为平原；中部为安地斯山东坡山麓带；西部为安地斯山和玻利维亚高原，海拔约4000米，为一广大的山间荒漠高原。安地斯山西段南北纵列，多火山。最高峰伊宜馬尼峰，海拔6462米。
玻利維亞屬於地勢西高東低的國家。西部高地位於安地斯山脈，東部低地包含亞馬遜森林。最低處的地點位於奥鲁罗省。的的喀喀湖位於玻利維亞與秘魯的交界處。烏尤尼鹽沼位於西南部（波多西省）。

### 河流
玻利維亞的第一长河为亚马逊河支流马莫雷河（Mamoré）.以流域面积计算：
1. Amazon，亚马逊河，流域面积70.67万平方公里。占该国土面积的64.3%。
2. Paraná，巴拉那河（拉普拉塔河支流），流域面积24.51万平方公里。
3. Titicaca-Desaguadero，的的喀喀湖-德萨瓜德罗河（内流河），流域面积6.17万平方公里。
4. Cancoso，堪克索河（内流河），流域面积2.02万平方公里。

### 气候
領土大約三分之二位於熱帶和亞熱帶低緯度地區，大部分地区气候干凉；年降水量从东北到西，由2000毫米递减至100毫米以下。

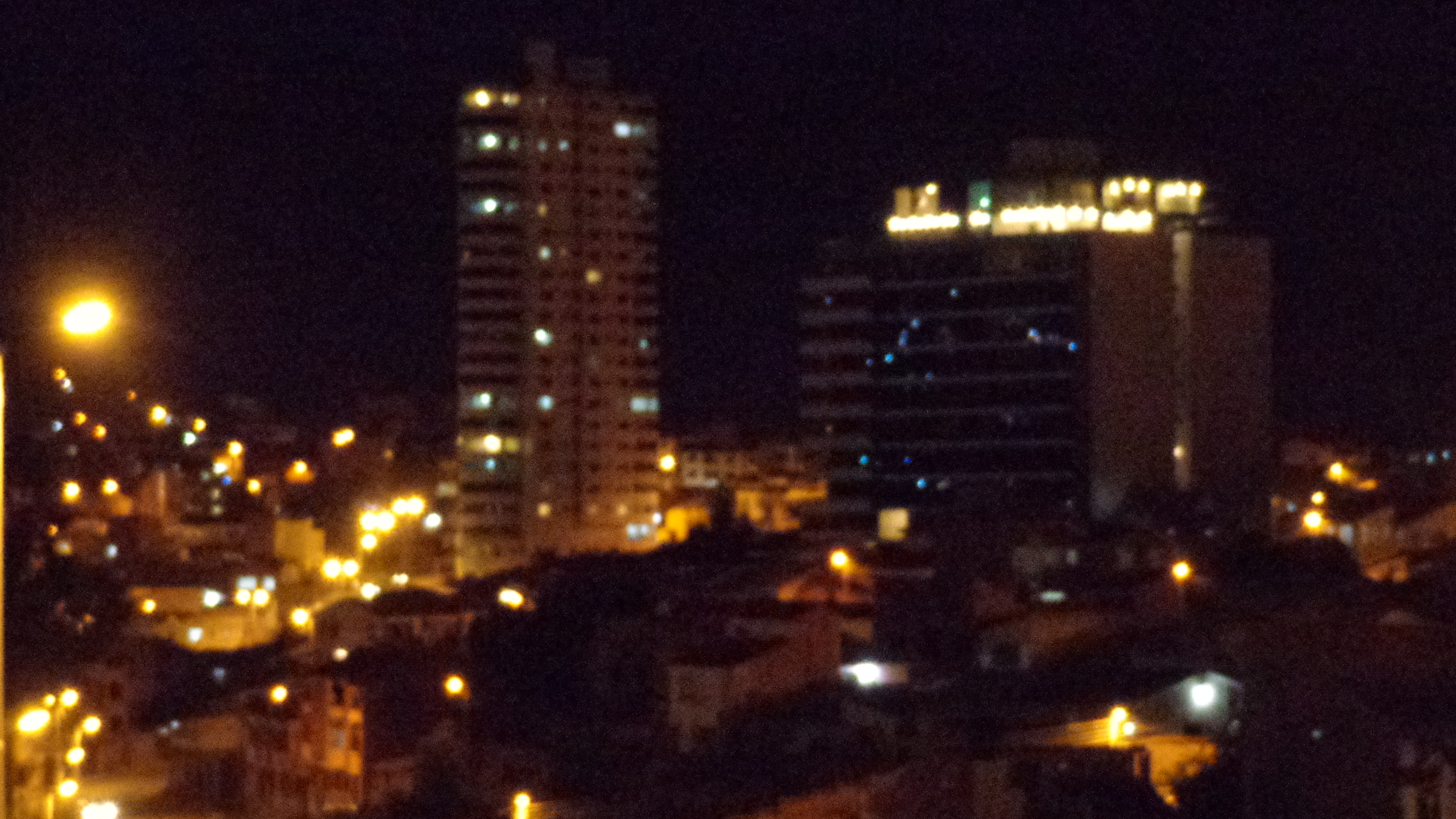
首都商業區
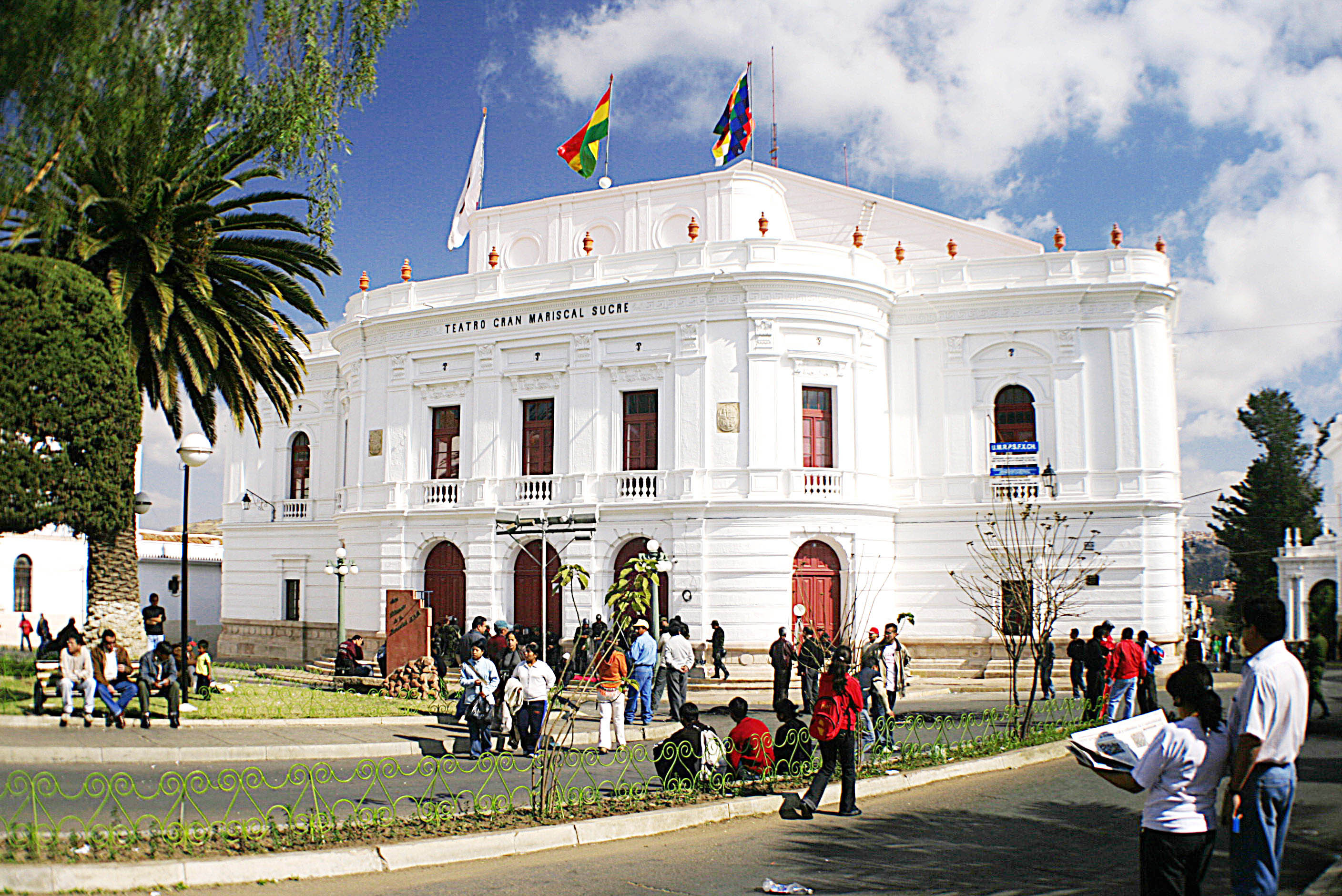
元帥劇院
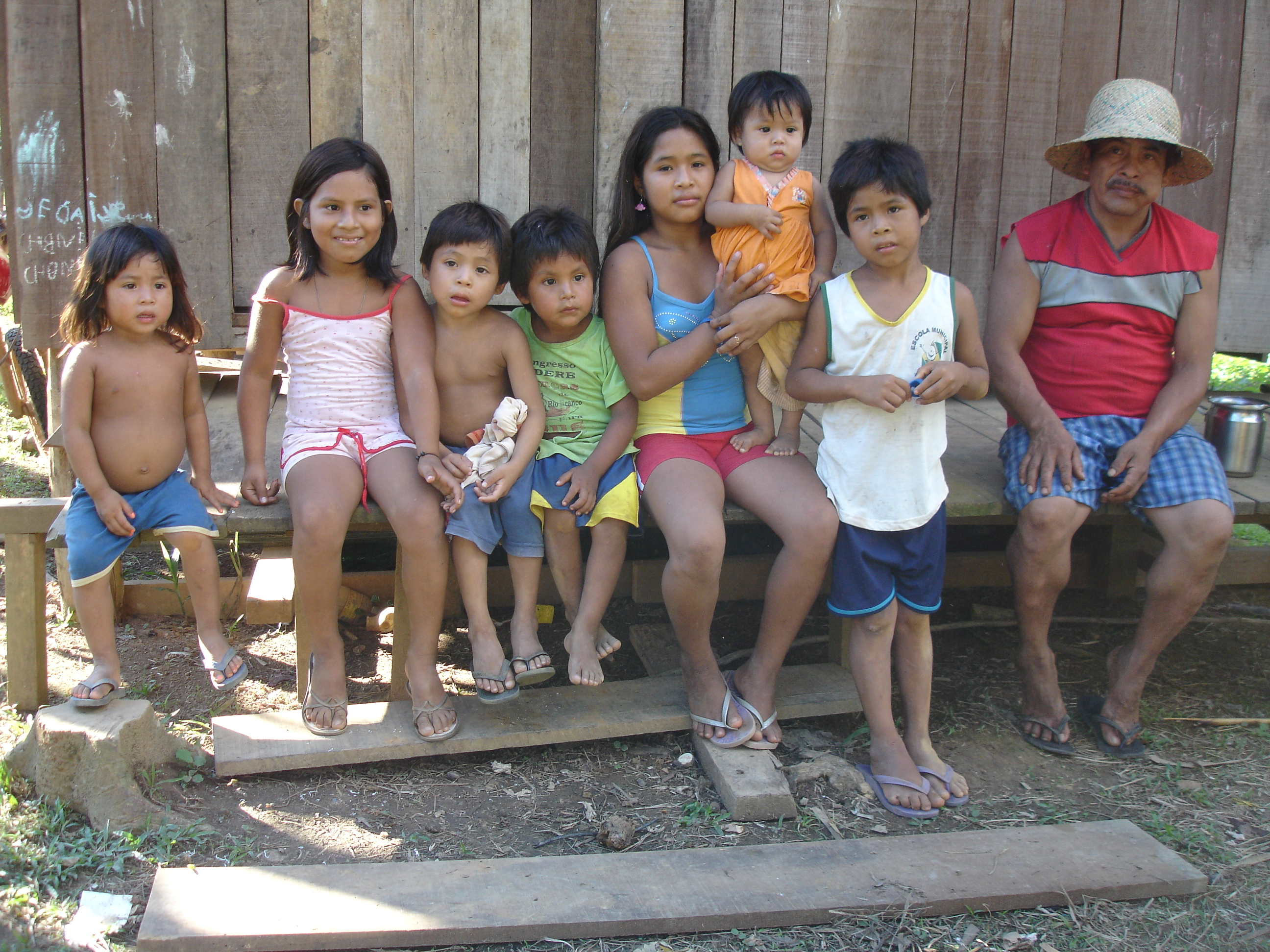
貧民區的兒童
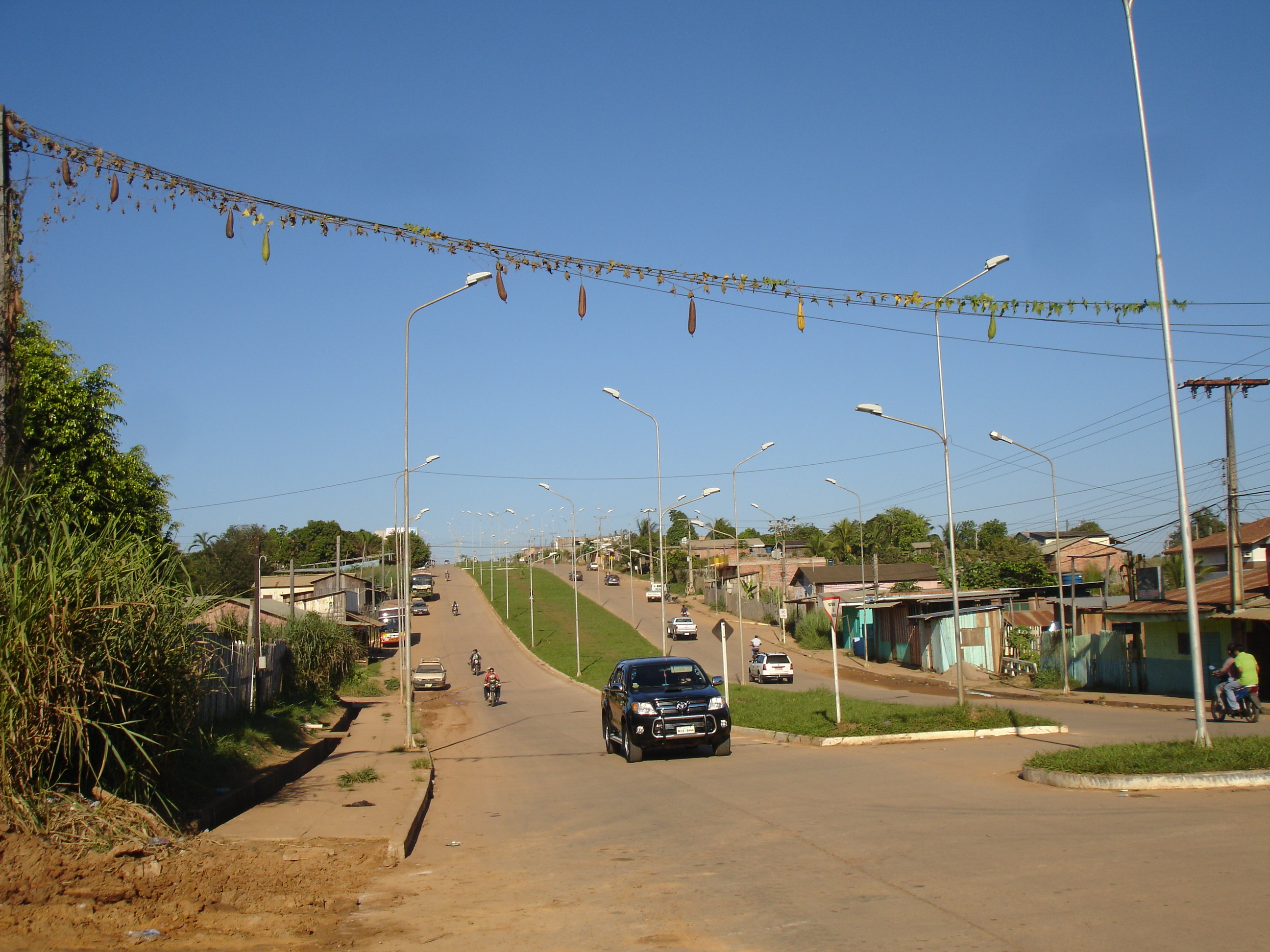
科維哈
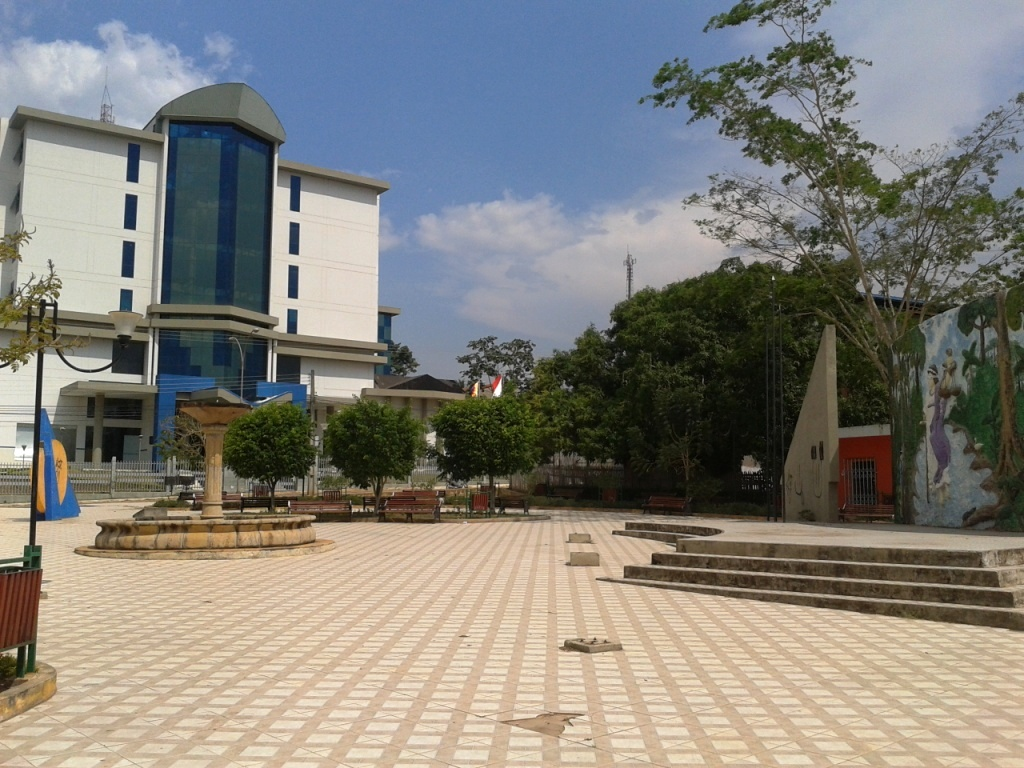
司法廣場
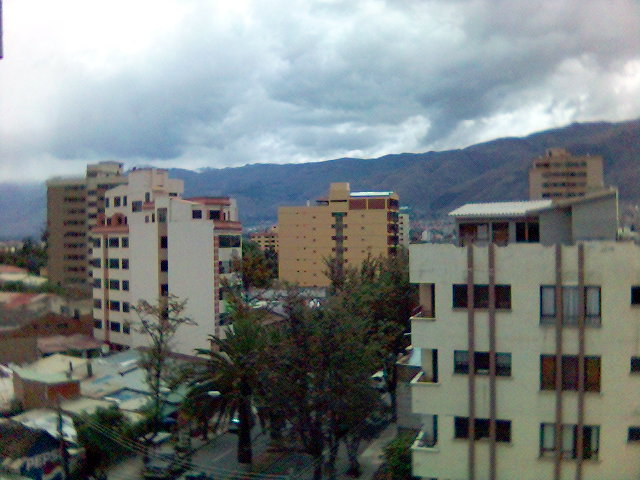
科恰班巴
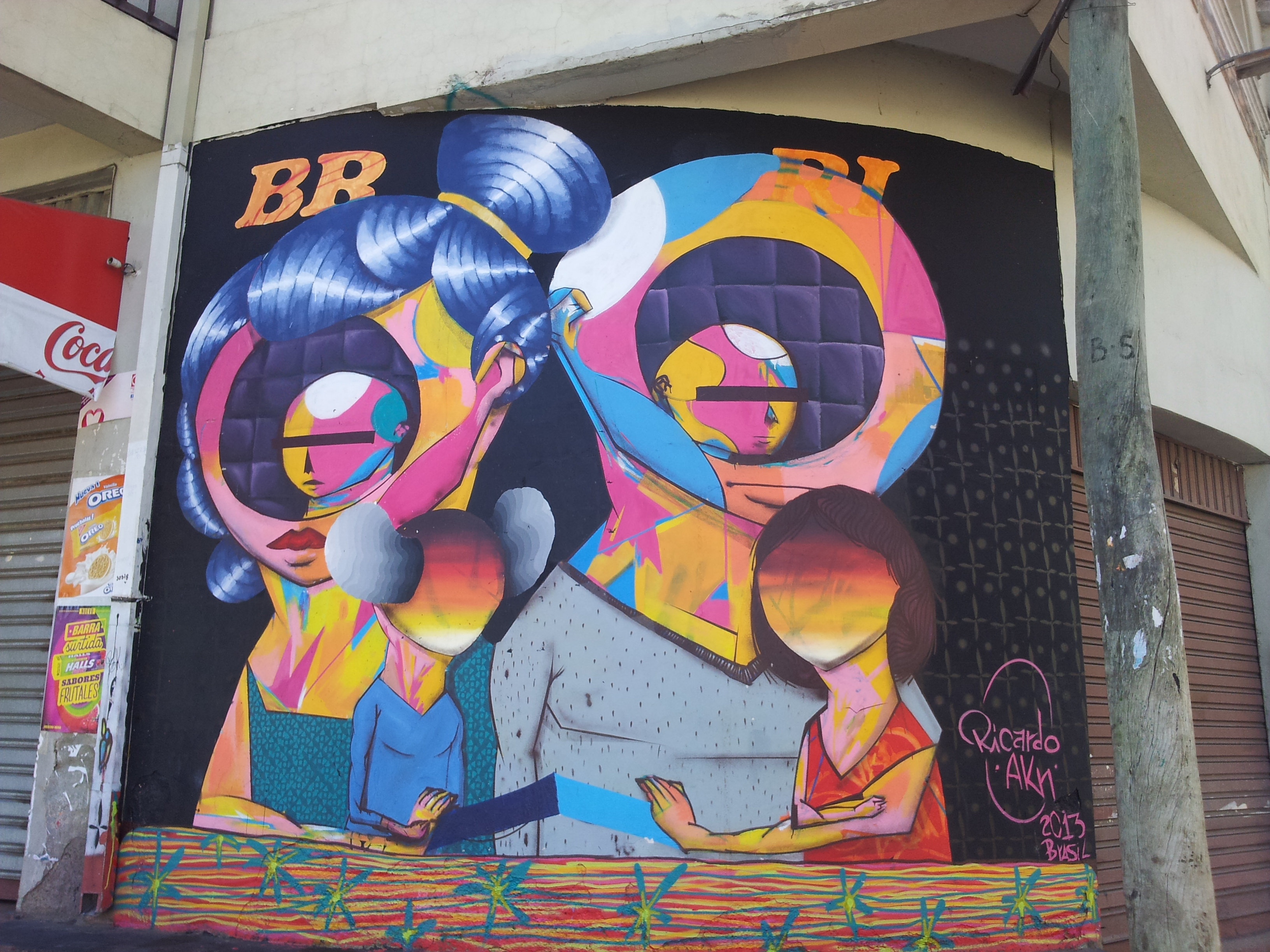
玻利維亞後現代主義藝術

## 政治
玻利维亚的政治体制为总统制共和国，总统是国家元首、政府首脑和多元多党制的首脑。行政权由政府行使。立法权由政府和议会两院行使。司法和选举部门独立于行政和立法部门。
玻利维亚现行宪法于2009年经全民公投通过，规定玻利维亚成为一个单一制世俗国家。 总统由民众直接选举产生，任期为五年。候选人需要获得绝对多数票或 40% 的选票，并领先 10 个百分点才能赢得选举。如果第一轮投票中没有候选人当选，则将进行第二轮投票，从第一轮投票中得票最多的两名候选人中选出总统。
多民族立法大会（西班牙語：Asamblea Legislativa Plurinacional）由参议院（36个席位；议员由政党名单中的比例代表制选举产生，任期为五年）和众议院（130个席位；70个席位由其所在选区直接选举产生，63个席位由政党名单中的比例代表制选举产生，7个席位由大多数省份的原住民选举产生，任期为五年）组成。
司法机构包括最高法院、多民族宪法法院、司法委员会、土地和环境法院以及地区（省）和下级法院。2011年10月，玻利维亚举行了首次司法选举，以民选方式选出国家法院成员，这是埃沃·莫拉莱斯发起的一项改革。
多民族选举机构是政府的一个独立部门，于 2010 年取代了国家选举法院。该机构由最高选举法院、九个省选举法院、选举法官、选举桌旁匿名选出的陪审团和选举公证人组成。威尔弗雷多·奥万多主持由七名成员组成的最高选举法院。其运作由宪法授权，并受《选举制度法》（2010年通过的第 026 号法律）的规范。该机构的首次选举是2011年10月该国举行的首次司法选举，以及2011年举行的五个市政特别选举。

## 行政区划

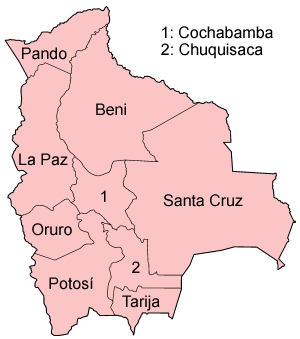
玻利维亚的一级省

玻利维亚划分为9个省，再下分为112个县，再下分为337个市镇。

### 省份列表
- 丘基萨卡省，省会苏克雷
- 科恰班巴省，省会科恰班巴
- 贝尼省，省会特立尼达
- 拉巴斯省，省会拉巴斯
- 奥鲁罗省，省会奥鲁罗
- 潘多省，省会科维哈
- 波托西省，省会波托西
- 圣克鲁斯省，省会圣克鲁斯－德拉谢拉
- 塔里哈省，省会塔里哈

## 人口

### 分佈
從古至今，玻利維亞從西到東都有人居住，但是在總體地貌中，居住在高緯度和山谷裡的人還是少數，儘管低緯度地區土地比較肥沃適合生存，但是直到今日除了少數遠離發達文明中心的半遊牧民之外，人們在低緯度地區卻難以獲得所需，反之在靠海和秘魯中部的高原地區卻人口密集，因此儘管該處農產和生活條件有限，但卻擁有廣闊的適合放牧的地區，那裡蘊藏大量可以開採的礦物使高緯度地區成為人們定居的中心。

### 民族
玻利維亞是一個多民族國家，根據2010年的統計數據，全國總人口為1,012.5萬。
印第安原住民佔總人口的60%，梅斯蒂索人（印歐混血）佔26%，而歐洲白人和其他民族則佔14%。玻利維亞擁有36個不同的印第安原住民民族，其中最大的是克丘亞族和艾馬拉族，這兩個民族佔玻利維亞印第安原住民總人口的85%。
玻利維亞是一個世俗的國家，政教分離是憲法規定的原則，該憲法強調「國家尊重和保障宗教和信仰的自由，並確保國家與宗教獨立。」
根據2001年的人口普查數據，玻利維亞的人口中，基督教為人口最多的宗教，其中78%信仰天主教，19%信仰新教；而3%沒有特定宗教信仰。根據宗教數據檔案協會（基於世界基督教數據庫）的數據，2010年時，有92.5%的人信仰基督教，3.1%信仰本土宗教，2.2%信仰巴哈伊教，1.9%沒有宗教信仰，而其他宗教信仰則低於0.1%。2020年時，92.8%的人口信仰基督教，其中81.4%信仰天主教，9.4%信仰新教；6.5%沒有宗教信仰，而其他宗教信仰則為0.7%。

## 經濟

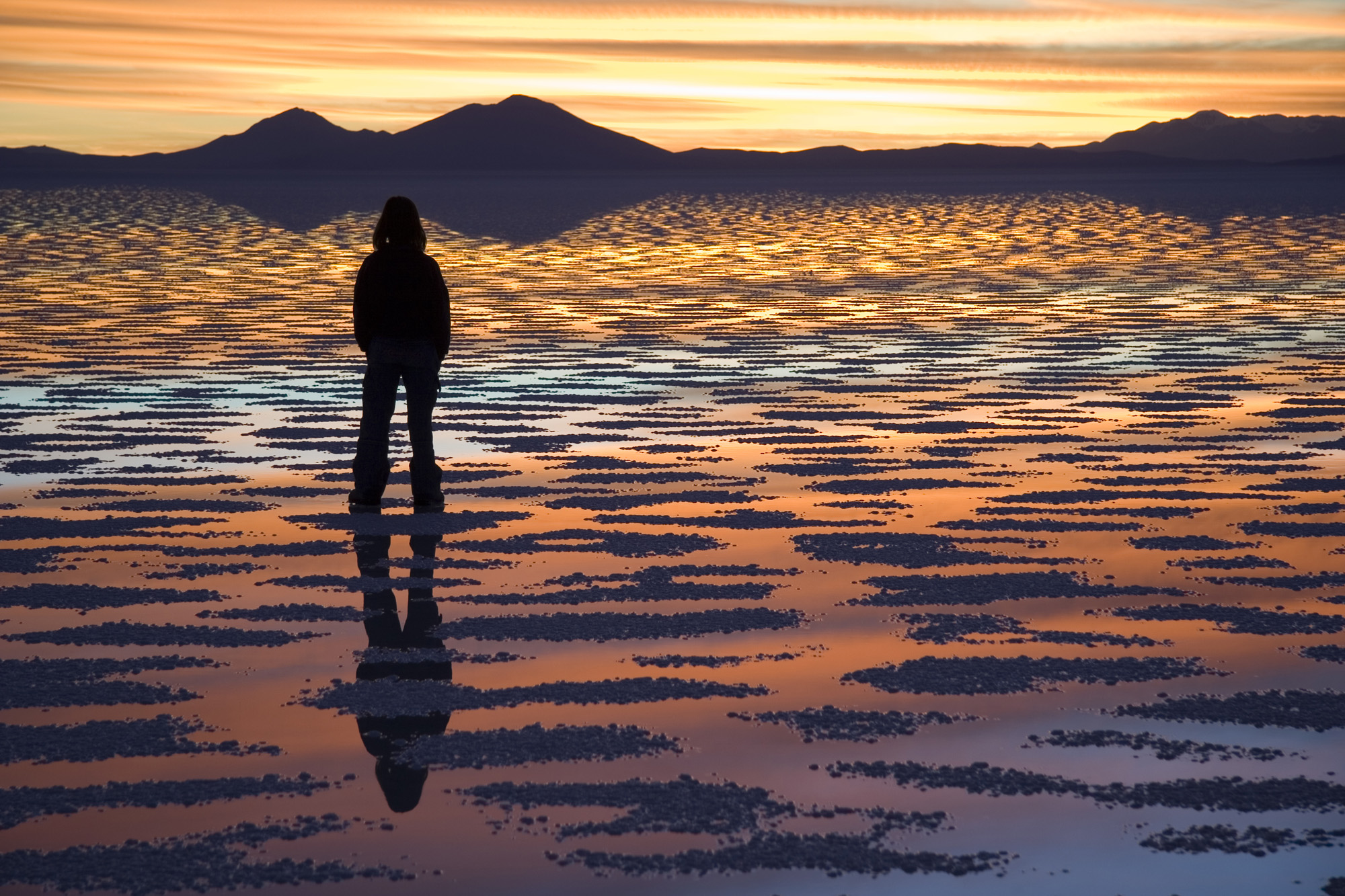
在玻利维亚的乌尤尼盐沼看夕阳

玻利维亚因政府的高度腐败和殖民统治，目前是南美洲最贫穷、落后之国。贫困人口占总人口的66.4%，极端贫困人口占总人口的45%。严重的两极化，全国90%的土地由少数白人或混血人种所持有。
拥有丰富的石油和天然气，以及银、钨、锡、铅、锌、金、锂，因此被称为“坐在金椅子上要饭的乞丐”。除了著名的矿藏，还有为人所熟知的是在西班牙人入侵后灭亡的印加帝国的遗址，玻利维亚拥有在委内瑞拉之后的南美洲第二大天然气田。
工业以食品、纺织、皮革、酿酒、卷烟等加工业为主。具备一定有色金属冶炼能力，拥有号称世界第三大的平托（Vinto）冶炼厂；主要出口产品有石油制品、矿物、工业品和农业品。主要农牧产品为藜麦（quinoa）、玉米、小麦、薯类产品和大豆等。另外玻利维亚是继哥伦比亚、秘鲁之后，全球第3大古柯硷生产国。
国内生产总值GDP从2005年的95.25亿美元，增加到2009年的172.17亿美元；同期的人均国内生产总值从1010美元增加到1683美元。2021年，玻利维亚的GDP为404.1 亿美元。

## 文化

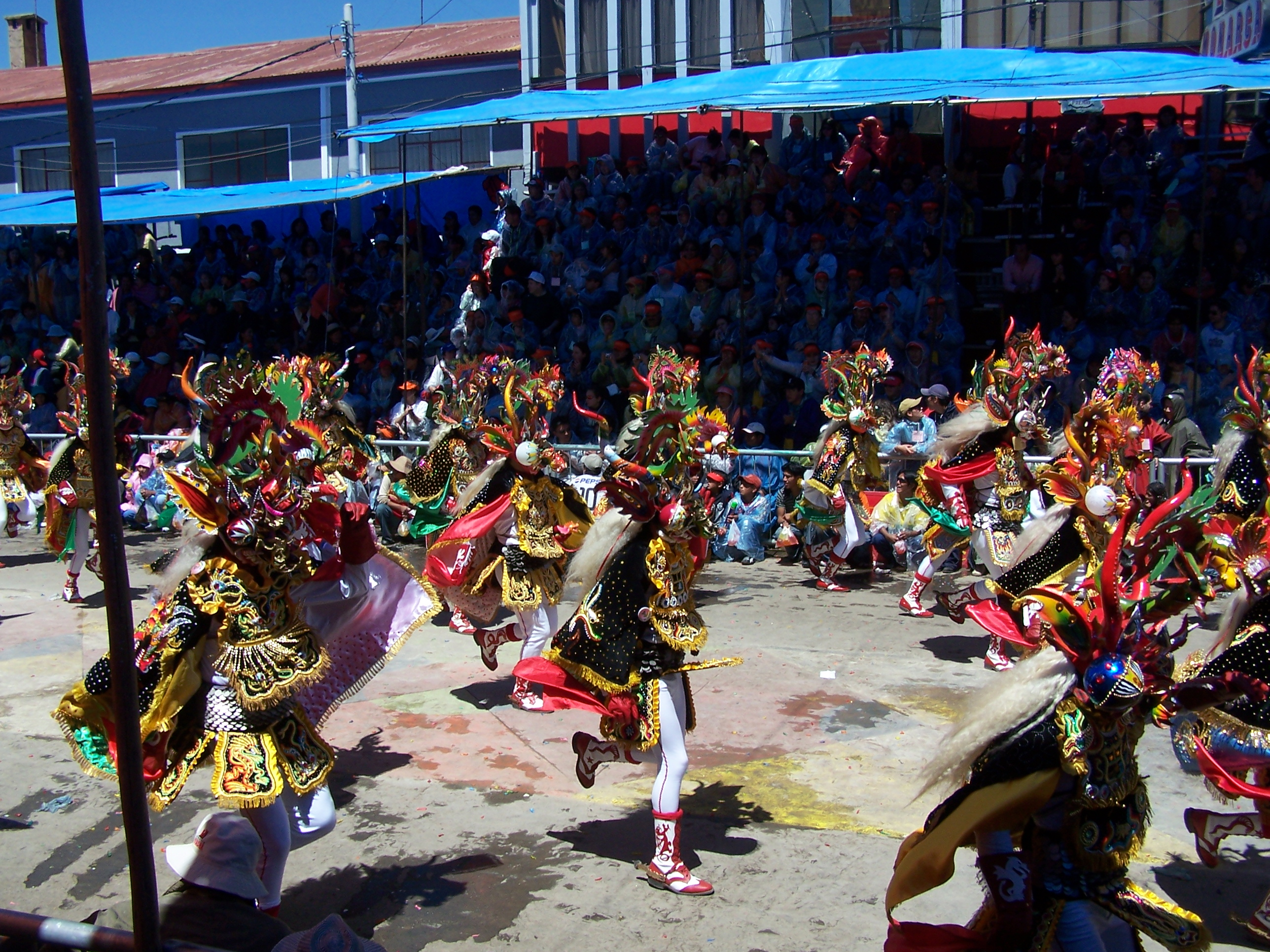
奥鲁罗狂欢节于2008年列入联合国教科文组织人类非物质文化遗产代表作名录

玻利維亞文化深受西班牙人、艾馬拉人、克丘亞人以及拉丁美洲流行文化的影響。
現在玻利維亞的文化發展分為三個不同的時期：前哥倫布時期、殖民時期和共和時期。重要的考古遺跡、金銀飾品、石碑、陶瓷和編織物都來自幾個重要的前哥倫布時期文化。西班牙人帶來了他們自己的宗教藝術傳統，與當地文化結合，發展成為一種豐富而獨特的建築、文學和雕塑風格，被稱為“混血巴洛克風格”。殖民時期不僅產生了佩雷斯·德·奧爾金（Perez de Holguin）、弗洛雷斯（Leonardo Flores）、比蒂（Bernardo Bitti）等人的繪畫作品，還產生了技術嫻熟但名不見經傳的石匠、木雕師、金匠和銀匠的作品。近年來，殖民時期重要的本土巴洛克宗教音樂得以恢復，並自1994 年以來在國際上得到廣泛讚譽。

## 飲食
玻利維亞飲食主要源於西班牙美食與傳統玻利維亞本土食材的結合，後來由於歐洲的移民的到來，受到德國人、意大利人、巴斯克人、克羅地亞人、俄羅斯人和波蘭人的影響。玻利維亞美食的三大傳統主食是玉米、馬鈴薯和豆類。這些食材與歐洲人帶來的一些主食相結合，如大米、小麥、牛肉、豬肉和雞肉。

## 外部連結
- 《世界概况》上有关Bolivia的条目 （英文）
- 中的“玻利維亞” （英文）
- 維基媒體的玻利維亞地圖集  （英文）

17°48′S 63°10′W / 17.800°S 63.167°W